# Paul Weller
Paul Weller (* 25. května 1958) je anglický hudebník, zpěvák a skladatel. Byl členem kapel The Jam (1976–1982) a The Style Council (1983–1989). V roce 1991 se vydal na sólovou dráhu. Stále je respektovaným zpěvákem, textařem a kytaristou.
Navzdory uznání kritiky zůstal Weller spíše národní než mezinárodní hvězdou a inspiraci k psaní písní nachází v anglické kultuře. Je také hlavní osobností revivalu mods v sedmdesátých a osmdesátých letech, a proto je často označován jako Modfather.

## Sólová diskografie
- Paul Weller (1992)
- Wild Wood (1993)
- Stanley Road (1995)
- Heavy Soul (1997)
- Heliocentric (2000)
- Illumination (2002)
- Studio 150 (2004)
- As Is Now (2005)
- 22 Dreams (2008)
- Wake Up the Nation (2010)
- Sonik Kicks (2012)
- Saturns Pattern (2015)
- A Kind Revolution (2017)
- True Meanings (2018)
- On Sunset (2020)
- Fat Pop  (2021)